# Бетмен майбутнього
Бетмен майбутнього (англ. Batman Beyond) — мультсеріал про пригоди другого Бетмена — Террі МакГінніса.

## Сюжет
Перший Бетмен (англ. Batman), Брюс Вейн (англ. Bruce Wayne), вже постарішав, але злочинність не старішає. Одного разу, підліток Террі МакГінніс (англ. Terry McGinnis) мчить на мотоциклі, втікаючи від банди Джокерів (англ. Jokerz) і наштовхується на маєток Брюса Вейна. Вейн допомагає Террі перемогти джокерів, але коли Брюс дозволяє Террі зайти у будинок, той знаходить таємну печеру Бетмена, і Вейн виганяє Террі. Але коли Террі повертається додому, на нього чекає жахлива звістка: помер його батько. Террі вирушає до Вейна з інформацією про те, що у смерті його батька винен діловий партнер Вейна, Дерек Пауерс (англ. Derek Powers). Вейн розуміє, що лиходії й надалі тероризуватимуть Ґотем (англ. Gotham City), і розуміє також, що повинен мати наступника. МакГінніс присягається, що захищатиме Готем від хитрих злочинних планів. Вейн не дозволяє йому одразу брати костюм, але Террі не слухається. Вейн бачить, як той перемагає злочинців, приходить до нього і каже, що хоче щоб Террі захищав Ґотем, але він перекинув каністру з нервово-паралітичним газом, який виробляв Пауерс, на нього самого і нажив собі достойного противника — Руйнівника (англ. Blight). Але через те, що МакГінніс став захищати Ґотем під ім'ям Бетмен, він не встигає на побачення зі своєю дівчиною, Даною Тан (англ. Dana Tan), і ще не відійшов від шоку після того, як помер його батько, і у нього є мама і брат. Але МакГінніс переборює свій гнів, і зараз сміливо йде вперед, долаючи перешкоди!

## Список серій

### Сезон 1
| № | #  | Назва                                          | Режисер              | Сценарист                   | Світова прем'єра | Прем'єра в Україні |
| --- | -- | ---------------------------------------------- | -------------------- | --------------------------- | ---------------- | ------------------ |
| 1 | 1  | «Відродження: частина перша» «Rebirth: Part 1» | Курт Геда            | Алан Барнетт Пол Діні       | 10 січня 1999    | Буде оголошено     |
| П'ятдесят років потому, молодий Террі МакГінніс зустрічається з постарілим і самотнім Брюсом Вейном, тоді як батько хлопця виявляє брудну таємницю свого корумпованого роботодавця, що призводить до його смерті. |    |                                                |                      |                             |                  |                    |
| 2 | 2  | «Відродження: частина друга» «Rebirth: Part 2» | Курт Геда            | Стен Берковіч Алан Барнетт  | 10 січня 1999    | Буде оголошено     |
| Повний рішучості привести вбивць свого батька до відповідальності, Террі нарешті імпульсивно вдається до використання Вейнового останнього Бет-костюму для випробування ролі нового Бетмена.                      |    |                                                |                      |                             |                  |                    |
| 3 | 3  | «Затемнення» «Black Out»                       | Ден Ріба             | Гіларі Бейдер Стен Берковіч | 31 січня 1999    | Буде оголошено     |
| Небезпечний перевертень на службі у Дерека Пауерса збирається влаштувати саботаж у конкуруючій компанії, і Бетмен має стати на їх шляху.                                                                          |    |                                                |                      |                             |                  |                    |
| 4 | 4  | «Голем» «Golem»                                | Бутч Лукіч           | Гіларі Бейдер Стен Берковіч | 7 лютого 1999    | Буде оголошено     |
| Ботанік, над яким знущаються, знаходить засіб розумового контролю над велетенським будівельним роботом, і починає помсту.                                                                                         |    |                                                |                      |                             |                  |                    |
| 5 | 5  | «Витік радіації» «Meltdown»                    | Курт Геда            | Алан Барнетт Гіларі Бейдер  | 14 лютого 1999   | Буде оголошено     |
| Заради власних інтересів, Дерек Пауерс створює для Містера Фріза нове органічне тіло, але все пішло не за планом.                                                                                                 |    |                                                |                      |                             |                  |                    |
| 6 | 6  | «Герої» «Heroes»                               | Бутч Лукіч           | Гіларі Бейдер Стен Берковіч | 21 лютого 1999   | Буде оголошено     |
| Дебютує трійця нових супергероїв, але вони мають темні секрети, що призведуть до жахливої кризи, яку Бетмен має спинити.                                                                                          |    |                                                |                      |                             |                  |                    |
| 7 | 7  | «Крик» «Shriek»                                | Курт Геда            | Стен Берковіч Гіларі Бейдер | 14 березня 1999  | Буде оголошено     |
| Винахідник звукової зброї замислює змову проти Брюса Вейна. |    |                                                |                      |                             |                  |                    |
| 8 | 8  | «Кому щастить у картах» «Dead Man's Hand»      | Ден Ріба             | Стен Берковіч Гіларі Бейдер | 21 березня 1999  | Буде оголошено     |
| Террі закохується у нову дівчину, не підозрюючи, що насправді вона суперлиходійка Десятка з банди Флеш-рояль. |    |                                                |                      |                             |                  |                    |
| 9 | 9  | «Вирішальна перевага» «The Winning Edge»       | Курт Геда Бутч Лукіч | Гіларі Бейдер Стен Берковіч | 11 квітня 1999   | Буде оголошено     |
| Поки Террі розслідує походження нелегальних performance-enhancing стимуляторів, заснованих на отруті Бейна, його мати підозрює, що він їх використовує.                                                           |    |                                                |                      |                             |                  |                    |
| 10 | 10 | «Заворожені» «Spellbound»                      | Бутч Лукіч           | Гіларі Бейдер Стен Берковіч | 1 травня 1999    | Буде оголошено     |
| Новий суперзлодій маніпулює жертвами, змушуючи їх скоювати злочини замість нього, завдяки надзвичайно реалістичним ілюзіям.                                                                                       |    |                                                |                      |                             |                  |                    |
| 11 | 11 | «Зникаюча Інк» «Disappearing Inque»            | Курт Геда            | Стен Берковіч Гіларі Бейдер | 8 травня 1999    | Буде оголошено     |
| Закоханий сторож ув'язненої Інк звільняє її і допомагає їй віднайти зцілення і помсту. |    |                                                |                      |                             |                  |                    |
| 12 | 12 | «Дотик Кураре» «A Touch of Kuraré»             | Ден Ріба             | Гіларі Бейдер Стен Берковіч | 15 травня 1999   | Буде оголошено     |
| Комісар Барбара Гордон прагне захистити свого чоловіка від елітного вбивці, але безумовно не бажає ні Бетменової, ні особливо Вейнової допомоги.                                                                  |    |                                                |                      |                             |                  |                    |
| 13 | 13 | «Йти вперед» «Ascension»                       | Юкіо Сузукі          | Гіларі Бейдер Стен Берковіч | 22 травня 1999   | Буде оголошено     |
| Коли протестувальники почали протистояння Дереку Паверсу, напружена ситуація викрила його як суперзлочинця Блайта, але його син Пакстон стосується цього більше, ніж очікувалося.                                 |    |                                                |                      |                             |                  |                    |

### Сезон 2
| № | #  | Назва                                                               | Режисер        | Сценарист                     | Світова прем'єра  | Прем'єра в Україні |
| --- | -- | ------------------------------------------------------------------- | -------------- | ----------------------------- | ----------------- | ------------------ |
| 14 | 1  | «Мутанти» «Splicers»                                                | Курт Геда      | Гіларі Бейдер Стен Берковіч   | 18 вересня 1999   | Буде оголошено     |
| Splicing genetics into humans — нова річ серед дітей у школі Террі. Місто хоче зробити її незаконною через надмірно агресивну поведінку суб'єктів. Бетмен під підозрою. |    |                                                                     |                |                               |                   |                    |
| 15 | 2  | «Рух землі» «Earth Mover»                                           | Ден Ріба       | Стен Берковіч Алан Барнетт    | 25 вересня 1999   | Буде оголошено     |
| На студентській вечірці дівчина на ім'я Джекі боїться, що її переслідують. Террі стикається з переслідувачем лише щоб дізнатися, що це великий брудний монстр. Через хімічний витік Тоні Майчек, батько Джекі, стає «Рухом Землі» та намагається повернути свою дочку і помститися одному з причетних до accident: Біллові Уоллісу, нинішньому опікуну Джекі. |    |                                                                     |                |                               |                   |                    |
| 16 | 3  | «Вигін» «Joyride»                                                   | Бутч Лукіч     | Стен Берковіч Гіларі Бейдер   | 2 жовтня 1999     | Буде оголошено     |
| Коли прототип військового транспорту з жахливою вадою було покинуто і захоплено Джокерами, Бетмен і творець транспорту мають вистежити його до вибуху. |    |                                                                     |                |                               |                   |                    |
| 17 | 4  | «Загублена душа» «Lost Soul»                                        | Бутч Лукіч     | Стен Берковіч Алан Барнетт    | 9 жовтня 1999     | Буде оголошено     |
| Коли оцифрована свідомість померлого комп'ютерного генія відродилася, вона починає вчиняти хаос по всьому місту, а потім вирішує захопити системи бет-костюму Террі. |    |                                                                     |                |                               |                   |                    |
| 18 | 5  | «Схована програма» «Hidden Agenda»                                  | Курт Геда      | Шон МакЛафлін Гіларі Бейдер   | 16 жовтня 1999    | Буде оголошено     |
| Дівчина-геній зазнає незрозумілих домагань з боку Джокерів, вона починає підозрювати, що Террі причетний до цього. |    |                                                                     |                |                               |                   |                    |
| 19 | 6  | «Кривавий спорт» «Bloodsport»                                       | Ден Ріба       | Гіларі Бейдер Стен Берковіч   | 23 жовтня 1999    | Буде оголошено     |
| Бетмен стає здобиччю великого мисливця, що шукає кінцеву мету. |    |                                                                     |                |                               |                   |                    |
| 20 | 7  | «Збрехавши» «Once Burned»                                           | Бутч Лукіч     | Стен Берковіч Гіларі Бейдер   | 6 листопада 1999  | Буде оголошено     |
| Бетмен знаходить Десятку на шляху до пограбування багатого підпільного покерного клубу начебто задля порятунку своєї сім'ї, і вагається, вирішуючи, чи вірити їй. |    |                                                                     |                |                               |                   |                    |
| 21 | 8  | «На гачку» «Hooked Up»                                              | Ден Ріба       | Гіларі Бейдер Стен Берковіч   | 13 листопада 1999 | Буде оголошено     |
| Бетмен розслідує коло проблемних дітей, які настільки схильні до потужних віртуальних фантазій, що робитимуть усе можливе, щоб ці фантазії тривали. |    |                                                                     |                |                               |                   |                    |
| 22 | 9  | «Щури» «Rats»                                                       | Курт Геда      | Гіларі Бейдер Стен Берковіч   | 20 листопада 1999 | Буде оголошено     |
| Стосунки Террі та Дани напружуються, коли на їх шляху стають обов'язки Бетмена. Отримуючи квітку, Дана вірить, що вона від Террі, але за деякий час розуміє, що насправді ця квітка від неочікуваного сталкера… та його неочікуваних друзів. |    |                                                                     |                |                               |                   |                    |
| 23 | 10 | «Ігри розуму» «Mind Games»                                          | Бутч Лукіч     | Алан Барнетт Гіларі Бейдер    | 4 грудня 1999     | Буде оголошено     |
| Молода дівчина з телепатичними здібностями кличе Бетмена на допомогу. |    |                                                                     |                |                               |                   |                    |
| 24 | 11 | «Привид» «Revenant»                                                 | К'юнгвон Лім   | Гіларі Бейдер Стен Берковіч   | 11 грудня 1999    | Буде оголошено     |
| У середній школі, де навчається МакГінніс, здається, оселився полтергейст. |    |                                                                     |                |                               |                   |                    |
| 25 | 12 | «Вавилон» «Babel»                                                   | Курт Геда      | Стен Берковіч Гіларі Бейдер   | 8 січня 2000      | Буде оголошено     |
| Заради помсти Крик (англ. Shriek) робить мову населення Готема незрозумілою та вимагає, щоб Бетмен здався йому задля припинення хаосу. |    |                                                                     |                |                               |                   |                    |
| 26 | 13 | «Друг Террі зустрічається з роботом» «Terry's Friend Dates a Robot» | Ден Ріба       | Джон П. МакКенн Пол Діні      | 15 січня 2000     | Буде оголошено     |
| Status-seeking ботанік незаконно купує подругу-робота, яка згодом стає небезпечно ревнивою. |    |                                                                     |                |                               |                   |                    |
| 27 | 14 | «Очевидці» «Eyewitness»                                             | Буде визначено | Гіларі Бейдер Стен Берковіч   | 22 січня 2000     | Буде оголошено     |
| Коли комісар Барбара Гордон стає свідком убивства Бетменом, вона розпочинає тотальне полювання на нього, а Брюс Вейн розслідує, що насправді сталося. |    |                                                                     |                |                               |                   |                    |
| 28 | 15 | «Завершальний розріз» «Final Cut»                                   | Бутч Лукіч     | Алан Барнетт Гіларі Бейдер    | 5 лютого 2000     | Буде оголошено     |
| Бетмена шантажують вибухом бомби, щоб захистити члена Спілки Вбивць від Кураре. |    |                                                                     |                |                               |                   |                    |
| 29 | 16 | «Остання можливість» «The Last Resort»                              | Курт Геда      | Стен Берковіч Гіларі Бейдер   | 4 березня 2000    | Буде оголошено     |
| Террі розслідує табір для проблемних дітей, який більше нагадує в'язницю. |    |                                                                     |                |                               |                   |                    |
| 30 | 17 | «Броньовик» «Armory»                                                | К'юнгвон Лім   | Джон П. МакКенн Гіларі Бейдер | 11 березня 2000   | Буде оголошено     |
| Для підтримки своєї сім'ї безробітний інженер передової зброї в розпачі повинен вкрасти життєво важливі матеріали для незаконного торгівця зброєю, і вислизає від Бетмена, щоб зробити це. |    |                                                                     |                |                               |                   |                    |
| 31 | 18 | «Короткий огляд» «Sneak Peek»                                       | Ден Ріба       | Гіларі Бейдер Стен Берковіч   | 25 березня 2000   | Буде оголошено     |
| Зарозуміло нав'язливий репортер з особливою здатністю ставати нематеріальним, виявляє велику таємницю Террі та Брюса. |    |                                                                     |                |                               |                   |                    |
| 32 | 19 | «Дитина-яйце» «The Eggbaby»                                         | Джеймс Такер   | Гіларі Бейдер                 | 1 квітня 2000     | Буде оголошено     |
| Террі отримує шкільний проект, у якому він повинен постійно доглядати симулятор дитини, навіть коли він на полі в ролі Бетмена. |    |                                                                     |                |                               |                   |                    |
| 33 | 20 | «Зета» «Zeta»                                                       | Ден Ріба       | Гіларі Бейдер Стен Берковіч   | 8 квітня 2000     | Буде оголошено     |
| Бетмен зустрічає добросердечного інтелектуального робота-вбивцю, що тікає від своїх творців. |    |                                                                     |                |                               |                   |                    |
| 34 | 21 | «Чума» «Plague»                                                     | Бутч Лукіч     | Гіларі Бейдер Стен Берковіч   | 15 квітня 2000    | Буде оголошено     |
| Бетмет і Сталкер мають співпрацювати для того, щоб завадити культу Кобра застосувати грізну біологічну зброю проти населення. |    |                                                                     |                |                               |                   |                    |
| 35 | 22 | «Квітневий місяць» «April Moon»                                     | Бутч Лукіч     | Стен Берковіч Гіларі Бейдер   | 22 квітня 2000    | Буде оголошено     |
| Бетмен повинен битися з бандою кіборгів, що стало можливим після шантажу фахівця з біоніки. |    |                                                                     |                |                               |                   |                    |
| 36 | 23 | «Вартові останнього Космосу» «Sentries of the Last Cosmos»          | Ден Ріба       | Гіларі Бейдер Стен Берковіч   | 6 травня 2000     | Буде оголошено     |
| Завзятих гравців рольової гри у глибокій віртуальній реальності найнято ніби-то її творцем задля його власної мети. |    |                                                                     |                |                               |                   |                    |
| 37 | 24 | «Окупність» «Payback»                                               | К'юнгвон Лім   | Гіларі Бейдер Стен Берковіч   | 13 травня 2000    | Буде оголошено     |
| Бетмен розслідує таємничого лінчевателя, котрий якимось чином пов'язаний з дитячим консультаційним центром. |    |                                                                     |                |                               |                   |                    |
| 38 | 25 | «Де Террі?» «Where's Terry?»                                        | К'юнгвон Лім   | Гіларі Бейдер Стен Берковіч   | 27 травня 2000    | Буде оголошено     |
| Коли Террі зникає, Вейн і Макс вирушають на його пошуки. |    |                                                                     |                |                               |                   |                    |
| 39 | 26 | «Ейс у дірі» «Ace in the Hole»                                      | Джеймс Такер   | Гіларі Бейдер Стен Берковіч   | 19 серпня 2000    | Буде оголошено     |
| Коли Ейс бачить чоловіка, котрий обізвав його спортивним бійцівським собакою, він женеться за ним і потрапляє до рук його охоронців. |    |                                                                     |                |                               |                   |                    |

### Сезон 3
| № | #  | Назва                                                             | Режисер        | Сценарист             | Світова прем'єра  | Прем'єра в Україні |
| --- | -- | ----------------------------------------------------------------- | -------------- | --------------------- | ----------------- | ------------------ |
| 40 | 1  | «Королівський викуп» «King's Ransom»                              | Бутч Лукіч     | Буде визначено        | 16 вересня 2000   | Буде оголошено     |
| Reduced to doing Paxton Power's dirty work, The Royal Flush Gang begins to fall apart while Batman has to clean up the mess.                                                                          |    |                                                                   |                |                       |                   |                    |
| 41 | 2  | «Недоторканний» «Untouchable»                                     | Ден Ріба       | Гіларі Бейдер         | 23 вересня 2000   | Буде оголошено     |
| Бетмен полює на таємничого злочинця з особистим відштовхувальним полем, яким може виявитися один зі співробітників медичної дослідницької лабораторії.                                                |    |                                                                   |                |                       |                   |                    |
| 42 | 3  | «Повернення Інк» «Inqueling»                                      | Бутч Лукіч     | Буде визначено        | 30 вересня 2000   | Буде оголошено     |
| Seriously wounded in a doublecross, Inque approaches her estranged daughter for help. |    |                                                                   |                |                       |                   |                    |
| 43 | 4  | «Успіх» «Big Time»                                                | Джеймс Такер   | Боб Гудмен Том Рюггер | 7 жовтня 2000     | Буде оголошено     |
| An old reprobate childhood friend of Terry returns with a half-baked plan to become a big-time criminal.                                                                                              |    |                                                                   |                |                       |                   |                    |
| 44 | 5  | «З минулого» «Out of the Past»                                    | Джеймс Такер   | Пол Діні              | 21 жовтня 2000    | Буде оголошено     |
| Талія прибуває до Готема, з тим, що вона опанувала Яму Лазаря (англ. Lazarus Pit) і пропонує з її допомогою відновити молодість Брюса без будь-яких побічних ефектів. Але все не таке, яким здається. |    |                                                                   |                |                       |                   |                    |
| 45 | 6  | «Не говори злого» «Speak No Evil»                                 | Ден Ріба       | Стен Берковіч         | 4 листопада 2000  | Буде оголошено     |
| Генетично модифікована горила залучає Бетмена до полювання за її викрадачами. |    |                                                                   |                |                       |                   |                    |
| 46 | 7  | «Виклик: частина перша» «The Call: Part 1»                        | Бутч Лукіч     | Пол Діні Алан Барнетт | 11 листопада 2000 | Буде оголошено     |
| Супермен пропонує Бетменові членство в Лізі Справедливості. Суперменові необхідна допомога Бетмена у пошуках зрадника в Лізі.                                                                         |    |                                                                   |                |                       |                   |                    |
| 47 | 8  | «Виклик: частина друга» «The Call: Part 2»                        | Бутч Лукіч     | Буде визначено        | 18 листопада 2000 | Буде оголошено     |
| Успішне виявлення зрадника дало підстави для конфронтації. |    |                                                                   |                |                       |                   |                    |
| 48 | 9  | «Зрада» «Betrayal»                                                | К'юнгвон Лім   | Буде визначено        | 9 грудня 2000     | Буде оголошено     |
| Escaped from prison, Big Time attempts to recruit Terry as his partner in crime. |    |                                                                   |                |                       |                   |                    |
| 49 | 10 | «Прокляття Кобри: частина перша» «The Curse of the Kobra: Part 1» | Джеймс Такер   | Буде визначено        | 3 лютого 2001     | Буде оголошено     |
| Terry goes for advanced martial arts training at a special dojo, but there is far more to one of his fellow students than he realizes.                                                                |    |                                                                   |                |                       |                   |                    |
| 50 | 11 | «Прокляття Кобри: частина друга» «The Curse of the Kobra: Part 2» | Ден Ріба       | Буде визначено        | 10 лютого 2001    | Буде оголошено     |
| After being seriously injured trying to stop Zander of the Kobra cult from kidnapping Max as his bride, Terry is still determined to stop him and his ultimate scheme.                                |    |                                                                   |                |                       |                   |                    |
| 51 | 12 | «Зворотний рахунок» «Countdown»                                   | К'юнгвон Лім   | Буде визначено        | 7 квітня 2001     | Буде оголошено     |
| When Zeta and Ro come to Gotham City, the android finds himself separated and manipulated by Mad Stan into one of his terrorist bombing schemes.                                                      |    |                                                                   |                |                       |                   |                    |
| 52 | 13 | «Без маски» «Unmasked»                                            | Буде визначено | Буде визначено        | 18 грудня 2001    | Буде оголошено     |
| Террі пояснює Макс, чому він змушений приховувати особистість, на прикладі історії про халепу, коли він одного разу відкрився хлопчикові, а його потім викрала Кобра з метою отримати цю інформацію.  |    |                                                                   |                |                       |                   |                    |

## Актори озвучування
1. ↑  https://www.imdb.com/title/tt0147746/fullcredits